# Aurélien Tchouaméni
Aurélien Tchouaméni, né le 27 janvier 2000 à Rouen, en Seine-Maritime, est un footballeur international français qui évolue au poste de milieu défensif ou défenseur central au Real Madrid.
Il est sélectionné en équipe de France depuis 2021 et participe à la Coupe du monde 2022 dont les bleus sont finaliste et à l'Euro 2024. Il remporte également la Ligue des nations 2021.

## Biographie

### Enfance et formation
Aurélien Djani Tchouaméni nait à Rouen dans une famille camerounaise. Son père Fernand est pharmacien, travaillant comme dirigeant dans l'industrie pharmaceutique ; sa mère, Josette, est conseillère principale d'éducation dans la région lyonnaise,. Il acquiert la nationalité française le 19 décembre 2000, par l'effet collectif attaché à la naturalisation de ses parents. Il quitte Rouen à l'âge d'un an, la famille suivant l'évolution professionnelle du père à Dijon, puis à Bordeaux en 2005. Il est élevé dans la religion catholique.
Dès l'âge de cinq ans il découvre le football en allant voir son père jouer en foot entreprise et fait ses débuts dans le club de la Sportive Jeunesse d'Artigues-près-Bordeaux,. Grandissant dans la région bordelaise, il joue comme attaquant à l'âge de cinq ans et demi avant d'être détecté très tôt par les Girondins de Bordeaux, mais son père souhaite que le football soit encore pour lui un amusement et il n'intégrera les Girondins qu'à l'âge de 11 ans.

### Révélation aux Girondins de Bordeaux
Dans les sections jeunes des Girondins, il évolue comme dans son club précédent, comme attaquant puis à 14-15 ans, il passe au milieu de terrain, à un poste de numéro 10. En U18, il devient numéro 8, milieu relayeur.
Il signe son premier contrat professionnel avec son club à 17 ans le 10 novembre 2017. Il déclare avoir reçu une bonne formation chez les Girondins de Bordeaux et il retient un entraineur en particulier, Sébastien Sommacal. En 2018, il obtient son baccalauréat scientifique,.
C'est lors de la saison suivante qu'il fait ses premiers pas avec l'équipe première. Il joue sa première rencontre avec Bordeaux le 26 juillet 2018 face au FK Ventspils, un match comptant pour le deuxième tour de qualification de la Ligue Europa. Ce jour-là, il est titularisé dans un milieu à trois aux côtés de Jaroslav Plašil et Lukas Lerager, et son équipe s'impose (0-1). Il inscrit son premier but en pro le 9 août suivant, lors du troisième tour de qualification pour la Ligue Europa, face au FK Marioupol (victoire 1-3 des Girondins). La première apparition de Tchouaméni en Ligue 1 a lieu trois jours plus tard, lors d'une défaite de Bordeaux par deux buts à zéro sur sa pelouse face au RC Strasbourg.

### Confirmation à l'AS Monaco
Le 29 janvier 2020, l'AS Monaco annonce son transfert avec la signature d'un contrat de quatre ans et demi. Il joue son premier match sous ses nouvelles couleurs le 1er février 2020 contre le Nîmes Olympique en championnat. Monaco s'incline sur le score de trois buts à un ce jour-là. Malheureusement pour lui, il n'a pas la confiance de Robert Moreno, venu remplacer Leonardo Jardim à la trêve hivernale. De plus, il ne prend part qu'à trois matchs de championnat avant l'arrêt du championnat en raison de la pandémie. Dans une de ces interview, il annonce avoir eu recours à un préparateur mental et physique qui lui ont permis d'élever son niveau de jeu.
Sa deuxième saison est bien meilleure puisqu'il enchaîne les titularisations avec son compère Youssouf Fofana. Le 23 janvier 2021, Aurélien Tchouaméni marque son premier but avec l'AS Monaco à la 75e minute contre l'Olympique de Marseille. Ce match est remporté trois buts à un par les monégasques. Lors d'une victoire nette à Geoffroy-Guichard, il réalise un match plein en offrant une passe décisive à Stevan Jovetić pour l'ouverture du score d'une talonnade inspirée, puis en inscrivant son deuxième but de la saison d'une frappe sèche sans contrôle sur une passe en retrait d'Aleksandr Golovin. Le score final se soldera par un retentissant 4-0. Il est élu par les supporters monégasques joueur du mois de mars. Lors de la 33e journée, il délivre une passe décisive pour son coéquipier Gelson Martins sur le terrain des Girondins de Bordeaux. Il inscrit son troisième but de la saison de la tête en demi-finale contre les amateurs de Rumilly. Lors de la finale de la Coupe de France 2020-2021, il est titulaire contre le Paris-Saint-Germain, mais perd le match 2-0. Il est élu meilleur espoir de la saison en Ligue 1 aux trophées UNFP.

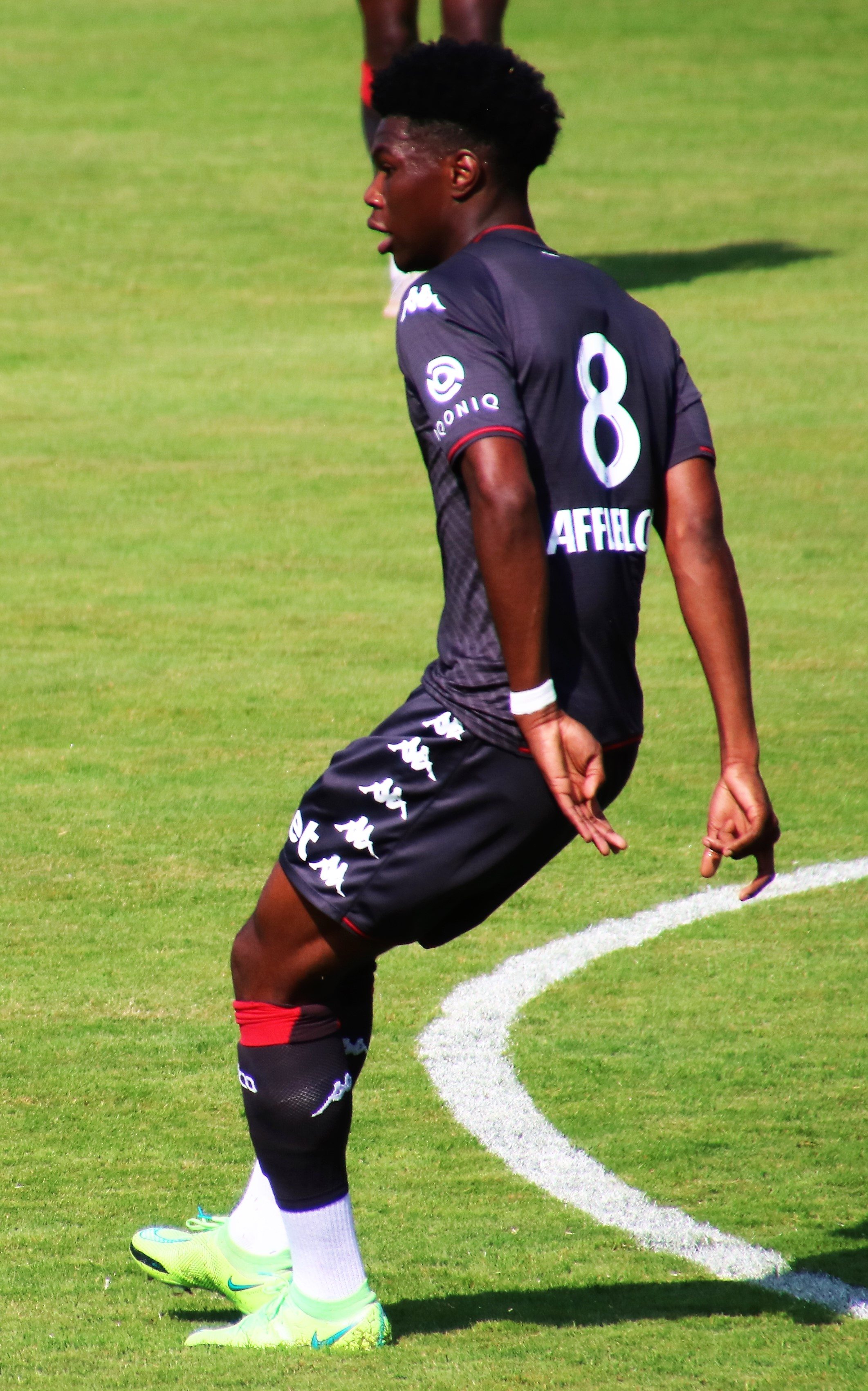
Tchouaméni en pré-saison 2021-2022 avec Monaco.

Lors du premier match officiel de la saison 2021-2022, comptant pour le tour préliminaire de la Ligue des champions sur le terrain du Sparta Prague, il ouvre le score d'une tête sur corner. Il marque son premier but en championnat de la saison d'une frappe du droit à la réception d'un coup franc millimétré d'Aleksandr Golovin. Le 23 janvier 2022, il offre une passe décisive pour le 13ème but de la saison de Wissam Ben Yedder contre le Montpellier HSC. Une semaine plus tard, il offre une nouvelle passe décisive pour son capitaine lors de la victoire de son équipe contre le RC Lens. Le 8 février, il marque un but pour le compte des quarts de finale de la Coupe de France contre Amiens. Le 6 mai 2022, en ouverture de la 36e journée, il marque un doublé salvateur, avec notamment une frappe du droit aux 30 mètres qui fait poteau rentrant, sur le terrain du LOSC, offrant 3 points précieux à son équipe dans la course à l'Europe. Le 14 mai 2022, il offre une passe décisive pour son capitaine Wissam Ben Yedder qui marque de la tête et score un triplé dans un match contre Brest.

### Real Madrid
Après avoir longtemps été annoncé du côté du Paris Saint-Germain, et dans le viseur également du Liverpool FC,, Aurélien Tchouaméni choisit de rejoindre le Real Madrid, tout juste vainqueur de la Ligue des Champions. Son transfert est officialisé le 11 juin 2022 ; il est estimé à 80 millions d'euros, plus 20 millions d'euros de bonus.
Tchouaméni fait sa première apparition en Liga le 14 août 2022, lors de la première journée de la saison 2022-2023 face à l'UD Almería. Il est titularisé au poste de milieu défensif et le Real s'impose par deux buts à un.
Il marque son premier but pour les Merengues le 30 septembre 2023, lors d'une victoire par trois buts à zéro face à Gérone, en Liga. À la fin du mois d'octobre, il subit une fracture du deuxième métatarse du pied gauche, ce qui le contraint à plusieurs semaines d'absence. Le 27 janvier 2024, jour de ses 24 ans, Tchouaméni se fait remarquer en inscrivant le but de la victoire de son équipe, sur la pelouse de l'UD Las Palmas, en championnat. Entré en jeu à la place d'Eduardo Camavinga, il marque de la tête sur un service de Toni Kroos. Le Real l'emporte par deux buts à un.
Bien que le poste préférentiel de Tchouaméni soit milieu de terrain, il joue à plusieurs reprises dans la saison 2023-2024 en tant que défenseur central en raison d'absences répétées des spécialistes du poste que sont Éder Militão, David Alaba ou Antonio Rüdiger. Son entraîneur Carlo Ancelotti dit le trouver « très bon » à ce poste tout en indiquant que Tchouaméni n'aime pas y jouer et souligne que « le futur de Tchouaméni au Real Madrid, c'est comme pivot (milieu de terrain) ». En fin de saison, il est atteint de douleurs au pied. Titulaire lors de la demi-finale retour de la Ligue des champions remportée par le Real Madrid 2-1 contre le Bayern Munich, Tchouaméni, blessé, est remplacé à la 70e minute par Eduardo Camavinga. Il est atteint d'une fracture de fatigue du troisième métatarse gauche, une blessure qui le contraint initialement au forfait pour la finale de la Ligue des champions,,. Présent dans le groupe madrilène, il est sur le banc, remplacé par Camavinga, d'où il assiste à la victoire de son équipe 2-0 contre le Borussia Dortmund.
Tchouaméni change de numéro en 2024-2025. Il passe du 18 au 14, libre en raison du départ du club de Joselu et évolue dans un milieu de terrain privé du désormais retraité Toni Kroos. Considéré comme un des responsables des résultats négatifs du club madrilène en début de saison, il devient moins « incontournable » au sein de l'équipe. Le 6 novembre, au lendemain d'une rencontre de Ligue des champions contre l'AC Milan où il est en difficulté et sifflé par une partie du public madrilène, le Real Madrid annonce que Tchouaméni est atteint d'une entorse de la cheville gauche, ce qui entraîne une absence des terrains du joueur estimée à un mois. Il fait son retour dans le groupe madrilène le 4 décembre lors d'un match de Liga contre l'Athletic Club. Il évolue en décembre au poste de défenseur central pour compenser l'absence de longue durée de David Alaba et d'Éder Militão.
Il finit très bien la saison en revenant au poste de milieu défensif, en étant élu deux fois d’affilée joueur du mois au Real Madrid.

### En équipe nationale

#### Sélections jeunes
Aurélien Tchouaméni passe par toutes les sélections de jeunes de l'équipe de France.
Avec les moins de 17 ans, il participe au championnat d'Europe des moins de 17 ans en 2017. Lors de cette compétition, il joue trois matchs. La France s'incline en quart de finale face à l'Espagne. Il participe quelques mois plus tard à la Coupe du monde des moins de 17 ans organisée en Inde. Lors du mondial junior, il joue deux matchs, contre la Nouvelle-Calédonie et le Japon. La France s'incline en huitièmes de finale, à nouveau face à l'Espagne.
Avec les moins de 18 ans, il officie comme capitaine lors d'une rencontre face à l'Italie, puis inscrit un but contre l'Allemagne.
Avec les moins de 19 ans, Tchouaméni joue un total de quatre matchs en 2018 pour autant de titularisations. Il fait sa première apparition avec cette sélection le 4 septembre 2018 contre la Slovénie. Les deux équipes se neutralisent ce jour-là (3-3 score final).
En 2021, ses bonnes performances avec l'AS Monaco lui permettent d'intégrer l'équipe de France Espoirs pour disputer l'Euro 2021. Lors de la phase de groupes de l'Euro 2021, il participe aux trois matchs de son équipe. Lors du premier match contre le Danemark qui se solde par une défaite 0-1, il entre en jeu après une heure de jeu, honorant ainsi sa première sélection avec les Espoirs. Puis, il est titulaire au match suivant et le dispute en intégralité. La France se relance alors en l'emportant 2-0 contre la Russie. Pour le dernier match, il est une nouvelle fois titulaire, cependant, il sort après s'être blessé à la cheville droite au bout d'une vingtaine de minutes. L'Équipe de France se qualifie pour les quarts de finale de la compétition qui seront joués en mai 2021.
Le sélectionneur des Espoirs français Sylvain Ripoll le sélectionne pour disputer la phase finale de l'Euro Espoirs qui débute le 31 mai 2021 aux Pays-Bas, récompensant sa saison très aboutie avec Monaco.

#### Équipe de France A
Le 26 août 2021, il est sélectionné dans l'équipe de France A par Didier Deschamps, pour jouer les matchs contre la Bosnie-Herzégovine, l'Ukraine et la Finlande, comptant pour les qualifications à la Coupe du monde 2022 au Qatar. Le 1er septembre 2021, il honore sa première sélection en équipe de France en remplaçant Thomas Lemar à la mi-temps de France - Bosnie.
Il est dans la liste des 23 joueurs sélectionnés pour disputer la Ligue des Nations 2020-2021. Il entre en jeu lors de la demi-finale remportée contre la Belgique, il est titulaire et dispute l'intégralité de la finale, la France l'emporte 2-1 face à l'Espagne et s'offre un premier sacre dans cette compétition. Il est aligné aux côtés de son modèle Paul Pogba, avec lequel il est régulièrement comparé pour ses qualités physiques et techniques.
Le 25 mars 2022, titulaire lors du match amical contre la Côte d'Ivoire, en l'absence de N'Golo Kanté pour raisons personnelles, il marque son premier but en Bleu de la tête, sur un corner à la dernière minute.
Aurélien Tchouaméni fait partie des 26 joueurs de l'équipe de France sélectionnés pour disputer la Coupe du monde 2022 au Qatar. C'est lui qui ouvre la marque contre l'Angleterre, à la 17e minute, lors des quarts de finale. Il a vécu une soirée contrastée contre l’Argentine en finale de la Coupe du monde. Le joueur du Real Madrid a raté son penalty lors de la séance de tirs au but contre l’Argentine. L’Albiceleste a remporté la finale de la Coupe du monde après un match aux multiples retournements de situation.
En mai 2024, il figure dans une liste de 25 joueurs appelés par Didier Deschamps pour l'Euro 2024. Kylian Mbappé étant absent, Aurélien Tchouaméni est nommé capitaine de l'équipe de France pour les deux matchs de Ligue des Nations face à Israël (victoire 4-1) et la Belgique (victoire 2-1) en octobre 2024. Lors de la rencontre face aux Diables Rouges, il reçoit un carton rouge à la 76e minute de jeu après deux cartons jaunes ; c'est la quatrième fois dans l'histoire de l'équipe de France, qu'un capitaine se fait expulser.
En mai, il fait partie du groupe de 25 joueurs convoqués pour participer à la phase finale de Ligue des nations. Il entre en jeu lors de la petite finale remportée deux buts à zéro contre l'Allemagne.

## Style de jeu
Aurélien Tchouaméni est un milieu assez proche de Paul Pogba dans son profil physique, mais similaire à N'Golo Kanté dans ses aspirations techniques.
Reconnu tout d'abord pour son gabarit impressionnant et sa domination physique, il brille également par sa justesse technique, sans être aussi fantasque. Il dispose d'une excellente vision défensive du jeu, lui permettant d'être un des meilleurs récupérateurs de sa génération, d'une bonne qualité de passe et d'un très bon jeu de tête.

## Statistiques

### En club
| Saison                | Club                       | Championnat           | Championnat | Championnat | Championnat | Coupe nationale | Coupe nationale | Coupe nationale | Coupe de la Ligue | Coupe de la Ligue | Coupe de la Ligue | Supercoupe | Supercoupe | Supercoupe | Compétition(s) continentale(s) | Compétition(s) continentale(s) | Compétition(s) continentale(s) | Compétition(s) continentale(s) | Supercoupe UEFA | Supercoupe UEFA | Supercoupe UEFA | Autres compétitions | Autres compétitions | Autres compétitions | Autres compétitions | Total | Total | Total |
| Saison                | Club                       | Division              | M.          | B.          | P.d.        | M.              | B.              | P.d.            | M.                | B.                | P.d.              | M.         | B.         | P.d.       | Comp.                          | M.                             | B.                             | P.d.                           | M.              | B.              | P.d.            | Comp.               | M.                  | B.                  | P.d.                | M.    | B.    | P.d.  |
| 2017-2018             | Girondins de Bordeaux rés. | National 3            | 16          | 3           | 0           | -               | -               | -               | -                 | -                 | -                 | -          | -          | -          | -                              | -                              | -                              | -                              | -               | -               | -               | -                   | -                   | -                   | -                   | 16    | 3     | 0     |
| 2018-2019             | Girondins de Bordeaux      | Ligue 1               | 10          | 0           | 0           | -               | -               | -               | -                 | -                 | -                 | -          | -          | -          | C3                             | 9                              | 1                              | 0                              | -               | -               | -               | -                   | -                   | -                   | -                   | 19    | 1     | 0     |
| 2019-2020             | Girondins de Bordeaux      | Ligue 1               | 15          | 0           | 1           | 1               | 0               | 0               | 2                 | 0                 | 0                 | -          | -          | -          | -                              | -                              | -                              | -                              | -               | -               | -               | -                   | -                   | -                   | -                   | 18    | 0     | 1     |
| Sous-total            | Sous-total                 | Sous-total            | 25          | 0           | 1           | 1               | 0               | 0               | 2                 | 0                 | 0                 | -          | -          | -          | -                              | 9                              | 1                              | 0                              | -               | -               | -               | -                   | -                   | -                   | -                   | 37    | 1     | 1     |
| 2019-2020             | AS Monaco FC               | Ligue 1               | 3           | 0           | 0           | -               | -               | -               | -                 | -                 | -                 | -          | -          | -          | -                              | -                              | -                              | -                              | -               | -               | -               | -                   | -                   | -                   | -                   | 3     | 0     | 0     |
| 2020-2021             | AS Monaco FC               | Ligue 1               | 36          | 2           | 3           | 6               | 1               | 0               | -                 | -                 | -                 | -          | -          | -          | -                              | -                              | -                              | -                              | -               | -               | -               | -                   | -                   | -                   | -                   | 42    | 3     | 3     |
| 2021-2022             | AS Monaco FC               | Ligue 1               | 35          | 3           | 2           | 4               | 1               | 1               | -                 | -                 | -                 | -          | -          | -          | C1+C3                          | 4+7                            | 1+0                            | 0                              | -               | -               | -               | -                   | -                   | -                   | -                   | 50    | 5     | 3     |
| Sous-total            | Sous-total                 | Sous-total            | 74          | 5           | 5           | 10              | 2               | 1               | -                 | -                 | -                 | -          | -          | -          | -                              | 11                             | 1                              | 0                              | -               | -               | -               | -                   | -                   | -                   | -                   | 95    | 8     | 6     |
| 2022-2023             | Real Madrid                | Liga                  | 33          | 0           | 4           | 4               | 0               | 0               | -                 | -                 | -                 | -          | -          | -          | C1                             | 10                             | 0                              | 0                              | 1               | 0               | 0               | CMC                 | 2                   | 0                   | 0                   | 50    | 0     | 4     |
| 2023-2024             | Real Madrid                | Liga                  | 27          | 3           | 1           | 1               | 0               | 0               | -                 | -                 | -                 | 2          | 0          | 0          | C1                             | 8                              | 0                              | 0                              | -               | -               | -               | -                   | -                   | -                   | -                   | 38    | 3     | 1     |
| 2024-2025             | Real Madrid                | Liga                  | 32          | 0           | 0           | 5               | 2               | 1               | -                 | -                 | -                 | 2          | 0          | 0          | C1                             | 11                             | 0                              | 0                              | 1               | 0               | 0               | CIC+CMC             | 1+6                 | 0+0                 | 0+0                 | 58    | 2     | 1     |
| 2025-2026             | Real Madrid                | Liga                  | 1           | 0           | 0           | -               | -               | -               | -                 | -                 | -                 | -          | -          | -          | C1                             | -                              | -                              | -                              | -               | -               | -               | -                   | -                   | -                   | -                   | 1     | 0     | 0     |
| Sous-total            | Sous-total                 | Sous-total            | 93          | 3           | 5           | 10              | 2               | 1               | -                 | -                 | -                 | 4          | 0          | 0          | -                              | 29                             | 0                              | 0                              | 2               | 0               | 0               | -                   | 9                   | 0                   | 0                   | 147   | 5     | 6     |
| Total sur la carrière | Total sur la carrière      | Total sur la carrière | 208         | 11          | 11          | 21              | 4               | 2               | 2                 | 0                 | 0                 | 4          | 0          | 0          | -                              | 49                             | 2                              | 0                              | 2               | 0               | 0               | -                   | 9                   | 0                   | 0                   | 295   | 17    | 13    |

### En sélection nationale
| Saison                | Sélection             | Phases finales              | Phases finales | Phases finales | Phases finales | Éliminatoires | Éliminatoires | Éliminatoires | Ligue des nations | Ligue des nations | Ligue des nations | Matchs amicaux | Matchs amicaux | Matchs amicaux | Total | Total | Total |
| Saison                | Sélection             | Compétition                 | M              | B              | Pd             | M             | B             | Pd            | M                 | B                 | Pd                | M              | B              | Pd             | M     | B     | Pd    |
| --------------------- | --------------------- | --------------------------- | -------------- | -------------- | -------------- | ------------- | ------------- | ------------- | ----------------- | ----------------- | ----------------- | -------------- | -------------- | -------------- | ----- | ----- | ----- |
| 2021-2022             | France                | Ligue des nations 2020-2021 | 2              | 0              | 0              | 5             | 0             | 0             | 4                 | 0                 | 0                 | 1              | 1              | 0              | 12    | 1     | 0     |
| 2022-2023             | France                | Coupe du monde 2022         | 7              | 1              | 0              | 4             | 0             | 1             | 2                 | 0                 | 0                 | 1              | 0              | 0              | 14    | 1     | 1     |
| 2023-2024             | France                | Euro 2024                   | 5              | 0              | 0              | 2             | 1             | 0             | -                 | -                 | -                 | 3              | 0              | 0              | 10    | 1     | 0     |
| 2024-2025             | France                | Ligue des nations 2024-2025 | 1              | 0              | 1              | -             | -             | -             | 4                 | 0                 | 0                 | -              | -              | -              | 5     | 0     | 1     |
| Total sur la carrière | Total sur la carrière | Total sur la carrière       | 15             | 1              | 1              | 11            | 1             | 1             | 10                | 0                 | 0                 | 5              | 1              | 0              | 41    | 3     | 2     |

#### Listes des matchs internationaux
| Matchs internationaux d'Aurélien Tchouaméni | Matchs internationaux d'Aurélien Tchouaméni | Matchs internationaux d'Aurélien Tchouaméni       | Matchs internationaux d'Aurélien Tchouaméni | Matchs internationaux d'Aurélien Tchouaméni | Matchs internationaux d'Aurélien Tchouaméni    | Matchs internationaux d'Aurélien Tchouaméni                          |
|                                             | Date                                        | Lieu                                              | Adversaire                                  | Résultat                                    | Compétition                                    | Notes                                                                |
| ------------------------------------------- | ------------------------------------------- | ------------------------------------------------- | ------------------------------------------- | ------------------------------------------- | ---------------------------------------------- | -------------------------------------------------------------------- |
| 1.                                          | 1er septembre 2021                          | Stade de la Meinau, Strasbourg, France            | Bosnie-Herzégovine                          | 1 - 1                                       | Éliminatoires de la Coupe du monde 2022        | Entre en jeu à la place de Thomas Lemar à la 46e minute de jeu.      |
| 2.                                          | 4 septembre 2021                            | Stade olympique de Kiev, Kiev, Ukraine            | Ukraine                                     | 1 - 1                                       | Éliminatoires de la Coupe du monde 2022        | Titulaire et remplacé par Jordan Veretout à la 83e minute de jeu.    |
| 3.                                          | 7 septembre 2021                            | Parc Olympique lyonnais, Décines-Charpieu, France | Finlande                                    | 2 - 0                                       | Éliminatoires de la Coupe du monde 2022        | Entre en jeu à la place d'Antoine Griezmann à la 90e minute de jeu.  |
| 4.                                          | 7 octobre 2021                              | Juventus Stadium, Turin, Italie                   | Belgique                                    | 2 - 3                                       | Phase finale de la Ligue des nations 2020-2021 | Entre en jeu à la place d'Adrien Rabiot à la 76e minute de jeu.      |
| 5.                                          | 10 octobre 2021                             | Stade San Siro, Milan, Italie                     | Espagne                                     | 1 - 2                                       | Phase finale de la Ligue des nations 2020-2021 | Titulaire.                                                           |
| 6.                                          | 13 novembre 2021                            | Parc des Princes, Paris, France                   | Kazakhstan                                  | 8 - 0                                       | Éliminatoires de la Coupe du monde 2022        | Entre en jeu à la place de N'Golo Kanté à la 71e minute de jeu.      |
| 7.                                          | 16 novembre 2021                            | Stade olympique d'Helsinki, Helsinki, Finlande    | Finlande                                    | 2 - 0                                       | Éliminatoires de la Coupe du monde 2022        | Titulaire.                                                           |
| 8.                                          | 25 mars 2022                                | Stade Vélodrome, Marseille, France                | Côte d'Ivoire                               | 2 - 1                                       | Match amical                                   | Titulaire.                                                           |
| 9.                                          | 3 juin 2022                                 | Stade de France, Saint-Denis, France              | Danemark                                    | 1 - 2                                       | Ligue des nations 2022-2023                    | Titulaire.                                                           |
| 10.                                         | 6 juin 2022                                 | Stade Poljud, Split, Croatie                      | Croatie                                     | 1 - 1                                       | Ligue des nations 2022-2023                    | Titulaire et remplacé par Boubacar Kamara à la 62e minute de jeu.    |
| 11.                                         | 10 juin 2022                                | Stade Ernst-Happel, Vienne, Autriche              | Autriche                                    | 1 - 1                                       | Ligue des nations 2022-2023                    | Titulaire et remplacé par Mattéo Guendouzi à la 63e minute de jeu.   |
| 12.                                         | 13 juin 2022                                | Stade de France, Saint-Denis, France              | Croatie                                     | 0 - 1                                       | Ligue des nations 2022-2023                    | Entre en jeu à la place de Boubacar Kamara à la 46e minute de jeu.   |
| 13.                                         | 22 septembre 2022                           | Stade de France, Saint-Denis, France              | Autriche                                    | 2 - 0                                       | Ligue des nations 2022-2023                    | Titulaire.                                                           |
| 14.                                         | 25 septembre 2022                           | Parken Stadium, Copenhague, Danemark              | Danemark                                    | 2 - 0                                       | Ligue des nations 2022-2023                    | Titulaire.                                                           |
| 15.                                         | 22 novembre 2022                            | Stade Al-Janoub, Al Wakrah, Qatar                 | Australie                                   | 4 - 1                                       | Coupe du monde 2022                            | Titulaire et remplacé par Youssouf Fofana à la 77e minute de jeu.    |
| 16.                                         | 26 novembre 2022                            | Stade 974, Doha, Qatar                            | Danemark                                    | 2 - 1                                       | Coupe du monde 2022                            | Titulaire.                                                           |
| 17.                                         | 30 novembre 2022                            | Stade Education City, Al Rayyan, Qatar            | Tunisie                                     | 1 - 0                                       | Coupe du monde 2022                            | Titulaire.                                                           |
| 18.                                         | 4 décembre 2022                             | Stade Al-Thumama, Doha, Qatar                     | Pologne                                     | 3 - 1                                       | Coupe du monde 2022                            | Titulaire et remplacé par Youssouf Fofana à la 66e minute de jeu.    |
| 19.                                         | 10 décembre 2022                            | Stade Al-Bayt, Al-Khor, Qatar                     | Angleterre                                  | 1 - 2                                       | Coupe du monde 2022                            | Titulaire.                                                           |
| 20.                                         | 14 décembre 2022                            | Stade Al-Bayt, Al-Khor, Qatar                     | Maroc                                       | 2 - 0                                       | Coupe du monde 2022                            | Titulaire.                                                           |
| 21.                                         | 18 décembre 2022                            | Stade de Lusail, Lusail, Qatar                    | Argentine                                   | 3 - 3 4-2 t.a.b                             | Coupe du monde 2022                            | Titulaire.                                                           |
| 22.                                         | 24 mars 2023                                | Stade de France, Saint-Denis, France              | Pays-Bas                                    | 4 - 0                                       | Éliminatoires de l'Euro 2024                   | Titulaire et remplacé par Eduardo Camavinga à la 76e minute de jeu.  |
| 23.                                         | 27 mars 2023                                | Aviva Stadium, Dublin, Irlande                    | République d'Irlande                        | 0 - 1                                       | Éliminatoires de l'Euro 2024                   | Entre en jeu à la place d'Adrien Rabiot à la 81e minute de jeu.      |
| 24.                                         | 16 juin 2023                                | Stade de l'Algarve, Almancil, Portugal            | Gibraltar                                   | 0 - 3                                       | Éliminatoires de l'Euro 2024                   | Titulaire.                                                           |
| 25.                                         | 19 juin 2023                                | Stade de France, Saint-Denis, France              | Grèce                                       | 1 - 0                                       | Éliminatoires de l'Euro 2024                   | Titulaire.                                                           |
| 26.                                         | 7 septembre 2023                            | Parc des Princes, Paris, France                   | République d'Irlande                        | 2 - 0                                       | Éliminatoires de l'Euro 2024                   | Titulaire.                                                           |
| 27.                                         | 12 septembre 2023                           | Signal Iduna Park, Dortmund, Allemagne            | Allemagne                                   | 2 - 1                                       | Match amical                                   | Titulaire.                                                           |
| 28.                                         | 13 octobre 2023                             | Johan Cruyff Arena, Amsterdam, Pays-Bas           | Pays-Bas                                    | 1 - 2                                       | Éliminatoires de l'Euro 2024                   | Titulaire.                                                           |
| 29.                                         | 17 octobre 2023                             | Stade Pierre-Mauroy, Villeneuve-d'Ascq, France    | Écosse                                      | 4 - 1                                       | Match amical                                   | Titulaire et remplacé par Boubacar Kamara à la 77e minute de jeu.    |
| 30.                                         | 23 mars 2024                                | Parc Olympique lyonnais, Décines-Charpieu, France | Allemagne                                   | 0 - 2                                       | Match amical                                   | Titulaire et remplacé à la 74e minute de jeu par Youssouf Fofana.    |
| 31.                                         | 26 mars 2024                                | Stade Vélodrome, Marseille, France                | Chili                                       | 3 - 2                                       | Match amical                                   | Titulaire.                                                           |
| 32.                                         | 21 juin 2024                                | Stade de Leipzig, Leipzig, Allemagne              | Pays-Bas                                    | 0 - 0                                       | Euro 2024                                      | Titulaire.                                                           |
| 33.                                         | 25 juin 2024                                | BVB Stadion Dortmund, Dortmund, Allemagne         | Pologne                                     | 1 - 1                                       | Euro 2024                                      | Titulaire et remplacé par Youssouf Fofana à la 81e minute de jeu.    |
| 34.                                         | 1er juillet 2024                            | Düsseldorf Arena, Düsseldorf, Allemagne           | Belgique                                    | 1 - 0                                       | Euro 2024                                      | Titulaire.                                                           |
| 35.                                         | 5 juillet 2024                              | Volksparkstadion, Hambourg, Allemagne             | Portugal                                    | 0 - 0 3-5 t.a.b                             | Euro 2024                                      | Titulaire.                                                           |
| 36.                                         | 9 juillet 2024                              | Munich Football Arena, Munich, Allemagne          | Espagne                                     | 2 - 1                                       | Euro 2024                                      | Titulaire.                                                           |
| 37.                                         | 10 octobre 2024                             | Bozsik Aréna, Budapest, Hongrie                   | Israël                                      | 1 - 4                                       | Ligue des nations 2024-2025                    | Titulaire et remplacé par Warren Zaïre-Emery à la 90e minute de jeu. |
| 38.                                         | 14 octobre 2024                             | Stade Roi Baudouin, Bruxelles, Belgique           | Belgique                                    | 1 - 2                                       | Ligue des nations 2024-2025                    | Titulaire, expulsé à la 76e minute de jeu.                           |
| 39.                                         | 20 mars 2025                                | Stade de Poljud, Split, Croatie                   | Croatie                                     | 2 - 0                                       | Ligue des nations 2024-2025                    | Titulaire.                                                           |
| 40.                                         | 23 mars 2025                                | Stade de France, Saint-Denis, France              | Croatie                                     | 2 - 0 5-4 t.a.b                             | Ligue des nations 2024-2025                    | Titulaire.                                                           |
| 41.                                         | 8 juin 2025                                 | MHPArena, Stuttgart, Allemagne                    | Allemagne                                   | 0 - 2                                       | Ligue des nations 2024-2025                    | Titulaire et remplacé par Manu Koné à la 69e minute de jeu.          |

#### Buts internationaux
| Buts internationaux d'Aurélien Tchouaméni | Buts internationaux d'Aurélien Tchouaméni | Buts internationaux d'Aurélien Tchouaméni | Buts internationaux d'Aurélien Tchouaméni | Buts internationaux d'Aurélien Tchouaméni | Buts internationaux d'Aurélien Tchouaméni | Buts internationaux d'Aurélien Tchouaméni | Buts internationaux d'Aurélien Tchouaméni | Buts internationaux d'Aurélien Tchouaméni |
|                                           | Date                                      | Lieu                                      | Adversaire                                | Résultat                                  | Compétition                               | Notes                                     | Notes                                     | Sel.                                      |
| ----------------------------------------- | ----------------------------------------- | ----------------------------------------- | ----------------------------------------- | ----------------------------------------- | ----------------------------------------- | ----------------------------------------- | ----------------------------------------- | ----------------------------------------- |
| 1.                                        | 25 mars 2022                              | Stade Vélodrome, Marseille, France        | Côte d'Ivoire                             | 2 - 1                                     | Match amical                              | 2 - 1                                     | 90+3e de la tête                          | 8e                                        |
| 2.                                        | 10 décembre 2022                          | Stade Al-Bayt, Al-Khor, Qatar             | Angleterre                                | 1 - 2                                     | Coupe du monde 2022                       | 0 - 1                                     | 17e du pied droit                         | 19e                                       |
| 3.                                        | 7 septembre 2023                          | Parc des Princes, Paris, France           | République d'Irlande                      | 2 - 0                                     | Éliminatoires de l'Euro 2024              | 1 - 0                                     | 19e du pied droit                         | 26e                                       |

## Palmarès

### Titres et trophées collectifs
Formé aux Girondins de Bordeaux avec qui il est champion de France des moins de 19 ans, Aurélien Tchouaméni rejoint ensuite l'AS Monaco avec qui il joue une finale de Coupe de France mais c'est avec le Real Madrid qu'il remporte ses premiers titres professionnels.
Dès son premier match sous les couleurs madrilènes, il soulève la Supercoupe de l'UEFA avant de remporte la Coupe du monde des Clubs et la Coupe d'Espagne. Il fait encore mieux lors de sa deuxième saison, étant sacré champion d'Espagne mais surtout en remportant la Ligue des Champions. Il remporte également la Supercoupe d'Espagne. Lors de la saison 2024-2025, il remporte la Coupe intercontinentale ainsi que la Supercoupe de l'UEFA.
Aurélien Tchouaméni a joué en équipe de France l'Euro en 2024 ainsi que la Coupe du monde 2022 dont il est finaliste. Il remporte également la Ligue des nations en 2021 et termine troisième en 2025.
| Girondins de Bordeaux                   | AS Monaco                               | Real Madrid (8) | Équipe de France (1)                                                                                     |
| --------------------------------------- | --------------------------------------- | --- | --- |
| - Championnat U19 : - Vainqueur en 2017 | - Coupe de France : - Finaliste en 2021 | - Supercoupe de l'UEFA (2) : - Vainqueur en 2022 et 2024 - Coupe du monde des clubs (1) : - Vainqueur en 2022 - Championnat d'Espagne (1) : - Vainqueur en 2024 - Vice-champion en 2023 et 2025 - Coupe d'Espagne (1) : - Vainqueur en 2023 - Finaliste en 2025 - Supercoupe d'Espagne (1) : - Vainqueur en 2024 - Finaliste en 2025 - Ligue des champions (1) : - Vainqueur en 2024 - Coupe intercontinentale (1) : - Vainqueur en 2024 | - Coupe du monde : - Finaliste en 2022 - Ligue des nations (1) : - Vainqueur en 2021 - Troisième en 2025 |

### Distinctions personnelles
- Trophée UNFP du meilleur espoir de Ligue 1 de la saison 2020-2021[75].
- Nommé dans les équipes-type de la Ligue 1 lors des Trophées UNFP 2021 et Trophées UNFP 2022[76].

## Opinions politiques
En juin 2024, en amont des élections législatives françaises anticipées, Aurélien Tchouaméni appelle les Français à aller voter et déclare qu'il a personnellement « horreur des extrêmes ».